# Мацепуро, Михаил Ефремович
Михаил Ефремович Мацепу́ро (бел. Мацапу́ра Міхаіл Яфрэмавіч; 1908 — 1971) — белорусский учёный в области механизации сельского хозяйства. Академик Национальной академии наук Беларуси (1947), академик Академии сельскохозяйственных наук БССР (1957—1961), академик ВАСХНИЛ (1964), доктор технических наук (1945), профессор (1947). Дважды лауреат Сталинской премии (1951, 1952). Лауреат Ленинской премии (1962). Заслуженный деятель науки и техники БССР (1954).

## Биография
Родился 8 (21 ноября) 1908 года в деревне Барбаров (ныне Мозырский район, Гомельская область, Беларусь).
Окончил ЛИМЭСХ (1932). Член ВКП(б) с 1932 года. С 1933 года старший научный сотрудник, директор Белорусской научно-исследовательской станции механизации и электрификации сельского хозяйства, с 1938 года — заведующий лабораторией Всесоюзного НИИ механизации и электрификации сельского хозяйства. Доктор технических наук (1945), профессор (1947).В 1947—1950 годах академик-секретарь АН БССР, одновременно в 1947—1957 годах — директор Института механизации и электрификации сельского хозяйства АН БССР. В 1957—1961 годах — вице-президент, одновременно в 1957—1959 годах — академик-секретарь Отделения механизации и электрификации сельского хозяйства Академии сельскохозяйственных наук БССР, в 1961—1965 годах директор Центрального НИИ механизации и электрификации сельского хозяйства Нечернозёмной зоны СССР (Минск). Академик АН БССР (1947), академик Академии сельскохозяйственных наук БССР (1957—1961), академик ВАСХНИЛ (1964). Депутат ВС БССР (1951—1967).
Умер 13 октября 1971 года. Похоронен в Минске на Восточном кладбище.
Над могилой установлен постамент из белого камня с металлической ветвью и бронзовой мемориальной табличкой с горельефным портретом.

## Научный и практический вклад
Работы по созданию сельхозмашин и приспособлений к ним, технологии и систем машин для осушения болот, освоения заболоченных земель, для заготовки торфа и торфяных удобрений, приготовления кормов для животноводства, уборки картофеля и зерновых культур в условиях переувлажнения. Автор свыше 130 научных работ, в том числе 5 монографий.

### Основные работы
- Технологические основы механизации уборки картофеля / М. Е. Мацепуро ; Акад. наук Бел. ССР, Ин-т механизации сел. хоз-во. — Минск: Изд-во Акад. наук БССР, 1949.
- Механизация мелиоративных и культуртехнических работ / М. Е. Мацепуро ; Всесоюз. о-во по распространению полит. и науч. знаний. — Москва: Знание, 1952.
- Вопросы теории плужных канавокопателей и болотных плугов / М. Е. Мацепуро; ред. В. В. Кацыгин; Ин-т механизации и электрификации сел. хоз-во АСХН БССР. — Минск: Изд-во Акад. наук БССР, 1957. — Библиогр.: с. 222.
- Технологические основы механизации уборки картофеля / М. Е. Мацепуро ; Акад. с.-х. наук БССР, Ин-т механизации и электрификации сел. хоз-во. — Минск: Госиздат БССР. Ред. с.-х. лит., 1959. — Библиогр.: с. 299.
- Вопросы земледельческой техники. Т.1. Соч.: Госиздат БССР, 1959.

## Награды и премии
- Заслуженный деятель науки и техники БССР (1954)
- Сталинская премия третьей степени (1951) — за разработку и внедрение в производство комплекса с/х машин и орудий для механизации трудоёмких работ по возделыванию кок-сагыза на торфяных почвах
- Сталинская премия третьей степени (1952) — за создание и освоение производства высокопроизводительных канавокопателей для механизации мелиоративных и ирригационных работ
- Ленинская премия (1962) — за разработку и внедрение в с/х производство высокоэффективной технологии механизированного освоения заболоченных и закустаренных земель
- Два ордена Трудового Красного Знамени (1949, 1958)
- Орден «Знак Почёта» (1951)
- Медали

## Память
В честь М. Е. Мацепуро названа улица в агрогородке Барбаров Мозырского района Гомельской области Республики Беларусь.